# جهاز الأمن الخاص
جهاز الأمن الخاص كان أبرز مؤسسة أمنية في العراق خلال فترة حكم الرئيس العراقي الأسبق صدام حسين.
شغل هاني عبد اللطيف طلفاح التكريتي منصب آخر مدير لجهاز الأمن الخاص حتى احتلال العراق عام 2003.
أصدرت سلطات الاحتلال برئاسة بول بريمر قرارا بحل جهاز الأمن الخاص في 23 أيار 2003.

## قائمة مدراء جهاز الأمن الخاص
شغل التالية أسماؤهم منصب مدير جهاز الأمن الخاص:
- حسين كامل حسن المجيد (1983–1989)
- فنر زبن حسن (حرب الخليج الثانية)
- قصي صدام حسين أو عبد الحميد محمود التكريتي (1991 أو 1992–1997)
- نوفل محجوم التكريتي (1997–?)
- قصي صدام حسين (?–2001)
- وليد حامد توفيق (2001–2002)
- هاني عبد اللطيف (2002–2003)